# Takypod

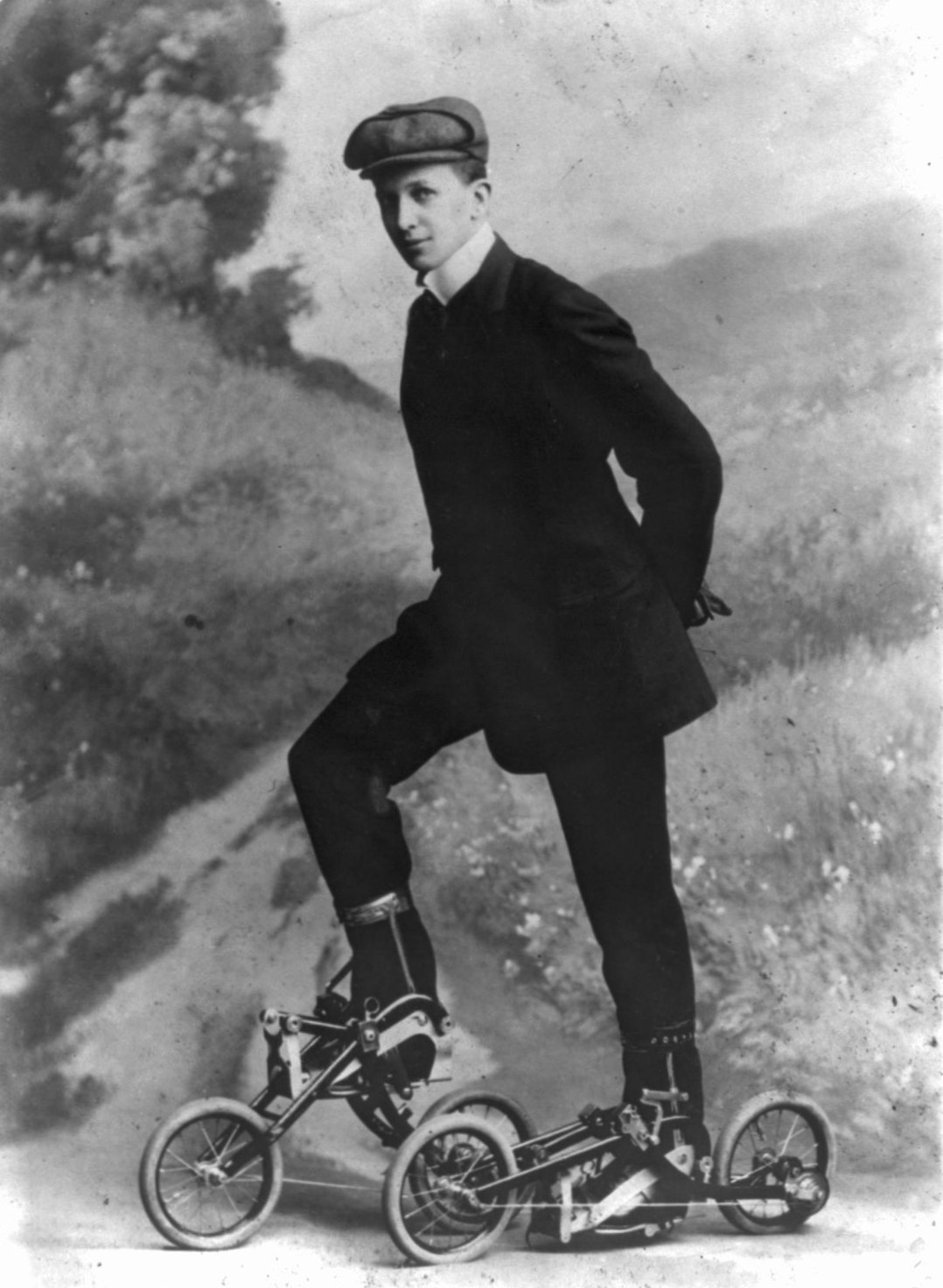
Takypod.

Takypod (-påd; av grekiska tachys, snabb, och pus, genitiv podos, fot) är ett fordon för personbruk som är avsett för färd på gata eller landsväg. Maskinen drivs framåt genom trampning, men till skillnad mot en cykel, som cyklisten sitter på, fästs takypoden vid fötterna. Uppfinnaren var Edvard Petrini.
En takypod består av två armar som sitter vinkelrätt mot varandra, saxartat förbundna med en axel. Varje arm har ett hjul och i övre änden en trampplatta som har sitt högsta läge när takypoden inte används. När trampplattan trampas gör kraften att armarna pressas isär. Den kraften överförs till en drivmekanism med hjälp av en kedja och en frihjulsanordning, ungefär som på en cykel. En takypod sätts på varje fot och de fungerar oberoende av varandra.

## Takypod eller cykel
Takypoden påstods ha en rad fördelar i jämförelse med en cykel:
- Den kunde uppnå samma hastighet som en cykel.
- Den hade ett "stabilt jämviktsläge" till skillnad mot det "labila hos en cykel".
- Den lämnade händer och armar fria.
- Den var lätt att transportera och kunde tas med uppför en trappa och på spårvagnar.
- Den kunde ta sig upp för backar "utan stor ansträngning".